# Kacper Kobyliński

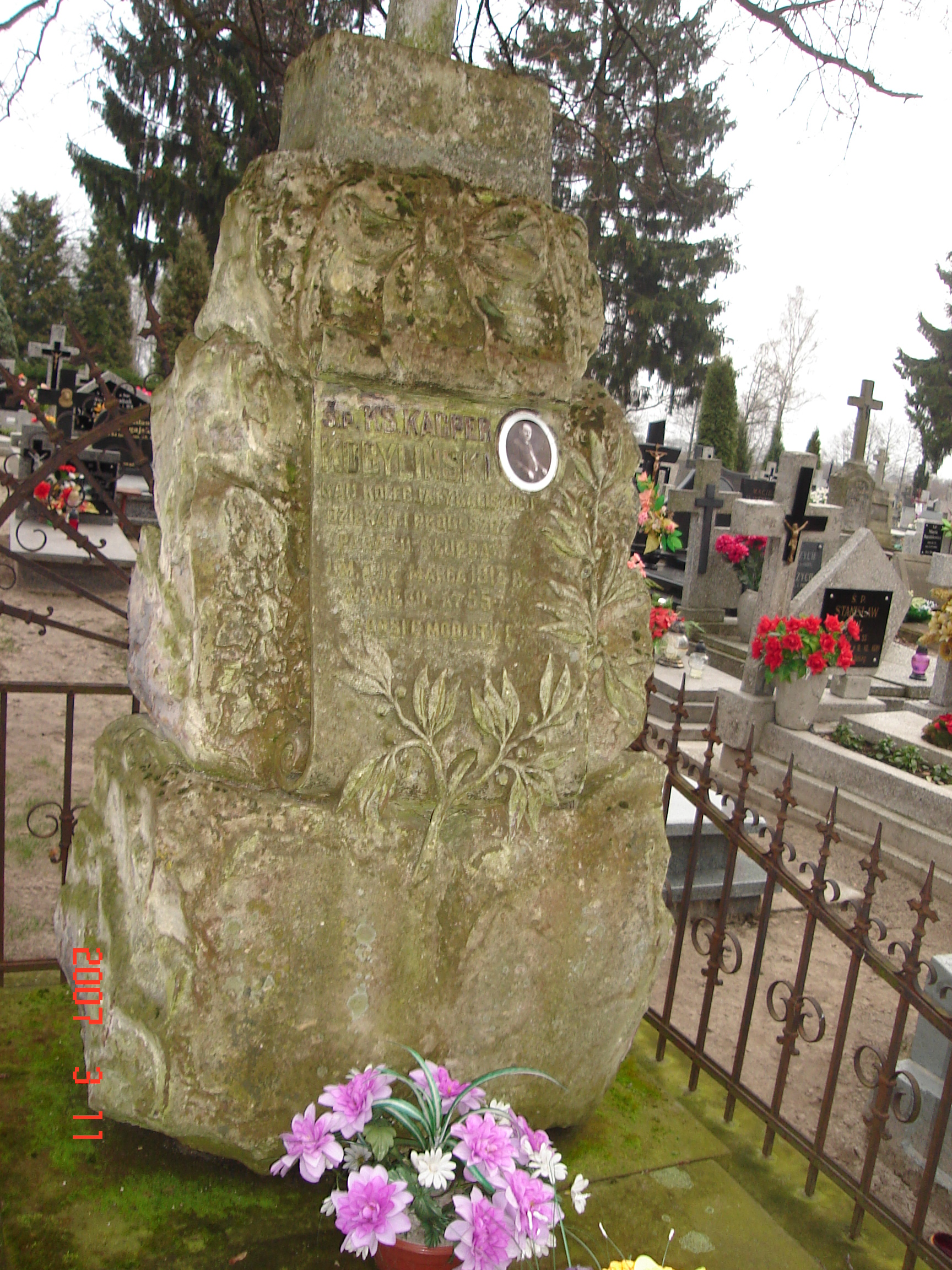
Grób ks. Kacpra Kobylińskiego na cmentarzu parafialnym w Zagórowie

Kacper Kobyliński (ur. 3 stycznia 1858 w Zagórowie, zm. 12 marca 1913 w Poznaniu) – polski ksiądz katolicki i społecznik, kanonik honorowy kaliskiej kapituły kolegiackiej, proboszcz parafii św. Wawrzyńca w Słupcy, dziekan słupecki.

## Życiorys
Kacper Kobyliński urodził się 3 stycznia 1858 w Zagórowie w Kaliskiem. Miał jedenaścioro rodzeństwa, czterech braci i osiem sióstr. Jego ojciec, Karol Kobyliński, był piekarzem. Matką Kacpra była Marianna z domu Cudkowska. Zamożna mieszczańska rodzina Kobylińskich pochodziła pierwotnie z Wrześni, a w Zagórowie osiedliła się na początku XIX w.
W latach 1873–1876 uczył się, z wyróżnieniem, w prywatnej 6-klasowej Szkole Realnej Edwarda Pawłowicza w Kaliszu, słynącej z wysokiego poziomu nauczania i polskiego charakteru. W 1876 wstąpił do Seminarium Diecezjalnego we Włocławku, które ukończył w 1881. Jeszcze jako diakon sprawował obowiązki wikariusza włocławskiej katedry Wniebowzięcia NMP. Święcenia kapłańskie otrzymał 6 czerwca 1881 we Włocławku z rąk biskupa Wincentego Popiela, ordynariusza diecezji kujawsko kaliskiej.
Po święceniach został skierowany do pracy jako wikariusz w parafii św. Jana Chrzciciela w Służewie (1881–1884), św. Zygmunta w Częstochowie (1884–1885) i św. Jakuba Apostoła w Piotrkowie Trybunalskim (1885–1888). W tej ostatniej parafii w latach 1886–1888 sprawował dodatkowo obowiązki notariusza przy delegowanym sądzie konsystorza piotrkowskiego, z uposażeniem w wysokości 150 rubli.
Od 1885 był członkiem rzeczywistym Towarzystwa Zachęty Sztuk Pięknych w Warszawie.
W latach 1888–1896 był administratorem parafii Wniebowzięcia NMP w Marzeninie w powiecie łaskim, gdzie m.in. doprowadził do ogrodzenia cmentarza parafialnego. W 1896, żegnany z wielkim żalem przez parafian z Marzenina, został przeniesiony do Brzeźnia w powiecie sieradzkim, gdzie mianowano go administratorem tamtejszej parafii św. Idziego. Podczas posługi w Brzeźniu, korzystając z własnych środków, rozbudował niewielki kościół parafialny o dwie nawy boczne, otoczył balustradą prezbiterium, dach pokrył blachą cynową, wstawił żelazne okna i wykonał terakotową posadzkę, a także uporządkował cmentarz parafialny. Zakupił również do świątyni 14 obrazów przedstawiających Drogę Krzyżową i wprowadził nabożeństwa pasyjne.
W 1902 roku został mianowanym kanonikiem honorowym kaliskim, dziekanem słupeckim oraz proboszczem parafii pw. św. Wawrzyńca w Słupcy, w którym to kościele umieścił nowe neogotyckie witraże i zgromadził parę tysięcy rubli przeznaczonych na budowę domu parafialnego. W Słupcy działał także społecznie. Był współzałożycielem Słupeckiego Towarzystwa Oszczędnościowo-Pożyczkowego (obecnie Bank Spółdzielczy w Słupcy) oraz pierwszym przewodniczącym jego rady nadzorczej, kilkukrotnie wyborcą gubernialnym do Dumy Państwowej, członkiem zarządu słupeckiego komitetu powiatowego do spraw pomocy powodzianom, wiceprezesem rady nadzorczej szkoły powszechnej w Słupcy, założył także ochronę, której był prezesem. Był ceniony przez parafian za dobre serce i otwarty charakter, gościnność i usłużność.
W 1913 r. zachorował głosząc kazanie w kościele parafialnym św. Jana Chrzciciela w Ciążeniu. Po operacji w poznańskim szpitalu Sióstr św. Elżbiety zmarł po czterotygodniowej rekonwalescencji. Został pochowany na cmentarzu parafialnym w rodzinnym Zagórowie.

## Rodzina
Jego bratankiem i chrześniakiem, synem Jana Kobylińskiego, wójta Zagórowa z małżeństwa z Franciszką z domu Ulatowską, był Michał Kobyliński, kierownik szkoły powszechnej w Golinie, porucznik rezerwy piechoty, a siostrzeńcem, synem Walentego Anasiewicza i Klary z domu Kobylińskiej, kapitan artylerii Jan Anasiewicz, obaj więźniowie obozu w Kozielsku, zamordowani w Katyniu w kwietniu 1940.